# Harlem Gnohéré
Harlem-Eddy Gnohéré (Parigi, 21 febbraio 1988) è un ex calciatore francese, di origini ivoriane, di ruolo attaccante.

## Palmarès

### Club
- Tweede klasse: 1

Charleroi: 2011-2012
- Coppa di Lega rumena: 1

Dinamo Bucarest: 2016-2017

### Individuale
- Capocannoniere della Tweede klasse: 1

2011-2012 (18 gol)
- Capocannoniere della Liga I: 1

2017-2018 (15 gol)